# М'ючуал (Оклахома)
М'ючуал (англ. Mutual) — місто (англ. town) в США, в окрузі Вудворд штату Оклахома. Населення — 63 особи (2020).

## Географія
М'ючуал розташований за координатами 36°13′50″ пн. ш. 99°10′5″ зх. д. / 36.23056° пн. ш. 99.16806° зх. д. (36.230432, -99.167935).  За даними Бюро перепису населення США в 2010 році місто мало площу 0,68 км², уся площа — суходіл.

## Демографія
Згідно з переписом 2010 року, у місті мешкала 61 особа в 28 домогосподарствах у складі 17 родин. Густота населення становила 89 осіб/км².  Було 36 помешкань (53/км²).
Расовий склад населення:
| - 90,2 % — білих - 6,6 % — корінних американців |

До двох чи більше рас належало 3,3 %. Частка іспаномовних становила 8,2 % від усіх жителів.
За віковим діапазоном населення розподілялося таким чином: 26,2 % — особи молодші 18 років, 50,8 % — особи у віці 18—64 років, 23,0 % — особи у віці 65 років та старші. Медіана віку мешканця становила 37,8 року. На 100 осіб жіночої статі у місті припадало 103,3 чоловіків;  на 100 жінок у віці від 18 років та старших — 80,0 чоловіків також старших 18 років.
Середній дохід на одне домашнє господарство  становив 45 213 долари США (медіана — 33 750), а середній дохід на одну сім'ю — 45 697 доларів (медіана — 32 750). За межею бідності перебувало 30,6 % осіб, у тому числі 48,0 % дітей у віці до 18 років та 0,0 % осіб у віці 65 років та старших.
Цивільне працевлаштоване населення становило 50 осіб. Основні галузі зайнятості: сільське господарство, лісництво, риболовля — 28,0 %, мистецтво, розваги та відпочинок — 22,0 %, транспорт — 8,0 %, науковці, спеціалісти, менеджери — 8,0 %.